# 塞巴斯蒂安·羅德
塞巴斯蒂安·羅德（Sebastian Rode），1990年10月11日—）是一位已退役德國足球運動員，司職中場。曾效力於德甲球會法兰克福，曾效力法蘭克福足球俱樂部和拜仁慕尼黑。

## 个人简介
他于2010年在本斯海姆的歌德体育馆获得了他的高中毕业证书。

## 榮譽

### 球會
拜仁慕尼黑
- 德甲冠軍: 2014–15, 2015–16
- 德國盃冠軍: 2015–16

多特蒙德
- 德國盃冠軍: 2016–17

法兰克福
- 歐霸盃: 2021–22

## 外部連結
- fussballdaten.de：Sebastian Rode之統計數據 （德文）